# Vietnamese voetbalbond
De Vietnamese voetbalbond (Vietnamees: Liên đoàn bóng đá Việt Nam) is verantwoordelijk voor het Vietnamees voetbalelftal en organiseert onder andere de V.League 1. De Vietnamese voetbalbond vaardigt de kampioen van de V-League af aan de AFC Champions League.
De Vietnamese voetbalbond is aangesloten bij onder andere de AFC.